# Сугавара, Юкинари
Юкинари Сугавара (яп. 菅原 由勢 Сугавара Юкинари, род. 28 июня 2000, Тоёкава) — японский футболист, защитник английского клуба «Саутгемптон» и национальной сборной Японии.

## Клубная карьера
Сугавара дебютировал за «Нагоя Грампус» 24 февраля 2018 года, в первый день сезона 2018 года, в матче против «Гамба Осака». Таким образом, он стал вторым самым молодым игроком, когда-либо появлявшимся в матче Первого дивизиона Джей-лиги в возрасте 17 лет, 7 месяцев и 27 дней, уступив только бывшему игроку «Гамба Осака» Дзюнъити Инамото в 1997 году. 6 апреля 2018 года Сугавара подписал свой первый профессиональный контракт с «Нагоя Грампус», став самым молодым игроком в истории клуба, подписавшим профессиональный контракт, в возрасте 17 лет и 10 месяцев.
Сугавара присоединился к голландскому клубу Эредивизи АЗ из Алкмара 21 июня 2019 года на правах аренды на весь сезон. Он дебютировал в первой команде 25 июля, выйдя на замену на 59-й минуте во время домашнего матча против «Хеккена» во втором квалификационном раунде Лиги Европы. Как в лиге, так и в групповом этапе Лиги Европы УЕФА 2019/20 Сугавара был постоянным игроком ротации в течение сезона, а также несколько раз выступал за резервную команду. В этом сезоне он сыграл 16 матчей лиги, в которых забил два гола.
23 февраля 2020 года было объявлено, что Сугавара подпишет пятилетний контракт, чтобы присоединиться к АЗ на постоянной основе с 1 июня 2020 года.
В октябре 2023 года он стал рекордсменом по наибольшему количеству матчей за АЗ в еврокубках, достигнув своей 47-й игры в европейских соревнованиях в матче против «Астон Виллы».
14 июля 2024 года перешёл в английский "Саутгемптон, подписав четырёхлетний контракт до середины 2028 года. 17 августа дебютировал в чемпионате Англии в гостевом матче против «Ньюкасл Юнайтеда». 31 августа забил дебютный гол в матче с «Брентфордом».

## Выступления за сборные
Сугавара представлял Японию на Чемпионате мира по футболу среди юношеских команд (до 17) 2017 года. Дебют в составе взрослой сборной Японии состоялся в товарищеском матче с Камеруном 9 октября 2020 года. В марте 2023 года он впервые вышел в стартовом составе сборной Японии против Уругвая.

## Достижения
- «Талант месяца» в Эредивизи: январь 2022
- «Команда месяца» в Эредивизи: январь 2022[11], март 2023[12], август 2023[13], сентябрь 2023[14], октябрь 2023[15]
- Больше всего матчей за АЗ в клубных турнирах УЕФА: 49[4]